# Frans Rens (letterkundige)
Frans Rens (Geraardsbergen, 2 februari 1805 – Gent, 19 december 1874) was een Belgisch Nederlandstalig letterkundige actief binnen de Vlaamse Beweging.

## Levensloop
Rens werkte als belastingambtenaar, vanaf 1843 als controleur der waarborgen op goud en zilver en vanaf 1860 als inspecteur lager onderwijs in het kanton Lokeren.
Vanaf 1827 publiceerde hij te Eeklo voornamelijk gedichten en nam hij geregeld deel aan allerhande dichtwedstrijden. Rens verwierf echter meer bekendheid na zijn verhuizing naar Gent in 1832 via zijn rol binnen verschillende literaire verenigingen en als redacteur voor vooraanstaande tijdschriften.
Van 1833 tot 1834 publiceerde hij regelmatig poëzie en proza in het tijdschrift Nederduitsche Letteroefeningen; van 1834 tot 1874 was hij hoofdredacteur van het Nederduitsch Letterkundig Jaarboekje dat hij met Frans de Vos oprichtte, en dat tot net na zijn dood bij meerdere opeenvolgende Gentse uitgevers verscheen.
Samen met onder meer Ferdinand Augustijn Snellaert en Prudens van Duyse richtte hij in 1836 het genootschap Maetschappy van Vlaemsche Letteroefening, De Tael is gan(t)sch het Volk op, waarvan hij voorzitter was tot aan zijn dood.
Verder was hij redacteur voor Bydragen der Gazette van Gend (1836-1839), het Belgisch museum voor de Nederduitsche tael- en letterkunde en de geschiedenis des vaderlands (1837-1846), het Kunst- en letterblad (1840-1845), de Brusselse krant Vlaemsch België (1844) en het Antwerpse Het Taelverbond (1845-1855).
In 1846 stichtte hij samen met Ferdinand Augustijn Snellaert, Philip Blommaert, Jacob F.J. Heremans, Karel Lodewijk Ledeganck en Felix A. Boone het Vlaemsch Gezelschap, waarvan o.a. ook Jan Frans Willems, Jules de Saint-Genois, Prudens van Duyse en Hippoliet van Peene lid werden.
In 1851 was hij ook een van de stichters van het Willemsfonds, een vereniging waarvan hij ook voorzitter werd in 1862. Deze functie zou hij uitoefenen tot 1874. Hij werd opgevolgd door dienstdoend voorzitter L. Van Aelbroeck en vervolgens Jacob Heremans.
Rens zetelde zowel in de zogenaamde Grievencommissie (Koninklijk Besluit van 7 juni 1856) als in de Commissie tot onderzoek der middelen om tot de eenparigheid van spelling te geraken  (Koninklijk Besluit van 21 november 1864) en werd benoemd tot Ridder in de Leopoldsorde.